# Paralelo 51 S
O Paralelo 51 S é um paralelo no 51° grau a sul do plano equatorial terrestre.
Começando pelo Meridiano de Greenwich e tomando a direção leste, o paralelo 51° Sul passa sucessivamente por:
| País, território ou mar | Notas                                                                        |
| ----------------------- | ---------------------------------------------------------------------------- |
| Oceano Atlântico        |                                                                              |
| Oceano Índico           | Passa a sul das Ilhas Kerguelen, Terras Austrais e Antárticas Francesas      |
| Oceano Pacífico         | Passa a sul da Ilha Adams, Ilhas Auckland, Nova Zelândia                     |
| Chile                   | Arquipélago Patagónico e continente                                          |
| Argentina               |                                                                              |
| Oceano Atlântico        | Passa a norte das Ilhas Jason, Ilhas Malvinas - reivindicadas pela Argentina |